# Vinterviken (film, 2021)
Vinterviken är en svensk klassöverskridande romantisk dramafilm från 8 september 2021. Filmen regisserades av Alexis Almström. Filmen är baserad på Mats Wahls bok Vinterviken. Musiken är komponerad av Vittorio Grasso.

## Rollista (i urval)
- Magnus Krepper – Frank
- Marika Lagercrantz – Victoria
- Simon Mezher – Jacob
- Mustapha Aarab – John-John[2]
- Albin Grenholm – Patrik
- Loreen – Maria
- Elsa Öhrn – Elisabeth
- Jonay Pineda Skallak – Sluggo